# Tramway de Laon
Ne doit pas être confondu avec Ligne de tramway de Laon à Nouvion-le-Vineux.
Le tramway de Laon est une ligne de tramway urbain à crémaillère en service dans la commune picarde de Laon.
Lancé à l'initiative du premier adjoint Paul Doumer, il est mis en service en 1899 pour relier la gare de Laon à la ville haute. Il circule jusqu'en 1971 : victime de sa vétusté, il est remplacé par des autobus, sans grand succès, puis par le Poma 2000 de Laon.

## Histoire

### Contexte

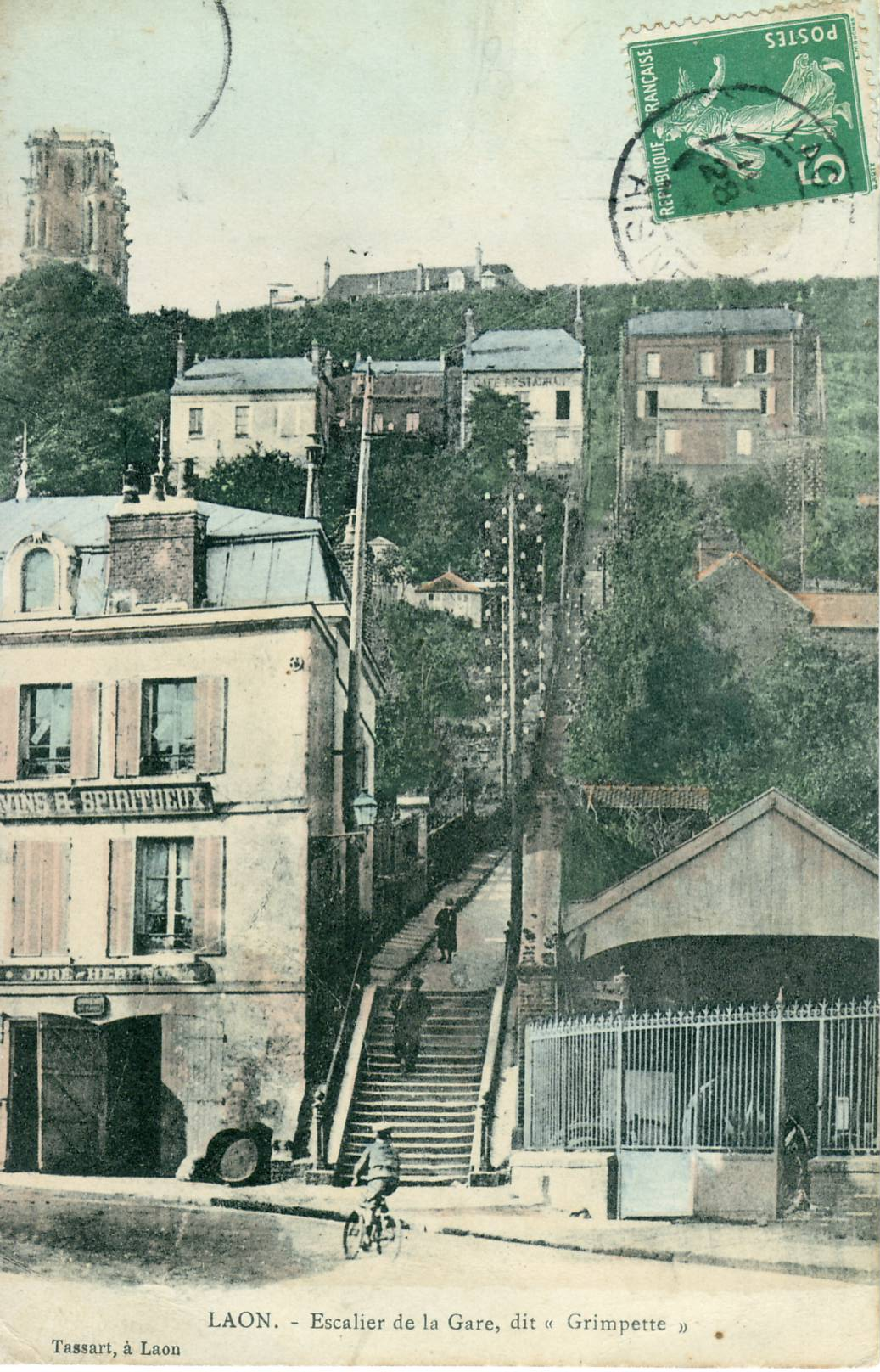
Avant le tramway, il fallait gravir ce long escalier pour aller de la gare à la ville haute …

La ville de Laon associe deux univers dont les altitudes sont séparées d’une centaine de mètres. La ville haute (altitude de 170 à 182 mètres) est une place fortifiée par 7 kilomètres de remparts. La plaine environnante (altitude de 65 à 80 mètres) réunit des faubourgs très agricoles comme Ardon, Leuilly et Semilly, ou plutôt industriels et commerçants tels Vaux, Saint-Marcel et La Neuville-Montreuil. Au XIXe siècle, la population est répartie en parts égales entre la ville haute et les quartiers de la ville basse.
L'arrivée du train en 1857, date de la mise en service de la gare de Laon par la Compagnie des chemins de fer du Nord, marque un profond changement dans le développement de la cité. La gare étant implantée dans la plaine, la ville se développe autour de la gare en contrebas de la cité historique à travers le quartier de la gare et des faubourgs commerçants. Le nombre de passagers passant par Laon augmente considérablement, pour atteindre les 800 000 voyageurs en 1890, qui se rendent ensuite dans les faubourgs ou la ville haute.
Le développement de nouvelles lignes ferroviaires vers Tergnier, Hirson, Reims, Liart ou Guise dans les années 1860 et le développement de la ville basse font qu'entre 1861 et 1891, la population laonnoise passe de 10 090 habitants à 14 219 habitants. L'arrivée du train a complètement réorienté les déplacements autour d'un axe entre la gare et la ville haute. En effet, les administrations et principaux équipements publics (préfecture, palais de justice, lycée, hôpital …) restent concentrées sur le plateau, au sein des remparts, ce qui n'est pas sans poser de problème en raison du relief du site. En effet, à partir des années 1880, la liaison ville haute-ville basse entre au cœur des préoccupations, et pour cause,, : Il n'existe que trois routes carrossables, comprenant des rampes de 5 %, empruntées quotidiennement par voitures privées, voitures de louage et omnibus hippomobiles, ainsi qu'un escalier de plus de 265 marches construit à cette époque dont il faut une demi-heure, avec une bonne condition physique, pour le gravir.
La réflexion sur cette liaison est née d'une volonté politique et d'une prise de conscience des besoins de la population, ainsi que de la mise au point de nouvelles techniques, permises par la révolution industrielle, pour développer des moyens de transport efficaces prenant en compte à la fois la topographie particulière de la ville, sans dénaturer l'architecture médiévale. La difficulté réside donc dans le fait de trouver un moyen de transport performant et répondant aux critères esthétiques voulus.

### Le choix du tramway
Au cours des années 1880, la ville est fortement sollicitée par ingénieurs et inventeurs pour réaliser un moyen de transport public efficace, la topographie atypique attire les ingénieurs souhaitant relever le défi.
Paul Doumer, premier adjoint au maire, Eugène Bonnot, est le premier à porter le projet : il présente ses caractéristiques lors du conseil municipal du 20 avril 1888. Il fait le choix du chemin de fer à crémaillère après s’être intéressé de près à ce système au Mont Washington et dans la ville de Langres, à la topographie similaire et qui a mis en service une telle ligne en 1887.
Une première expérimentation a lieu à l’occasion du « concours régional de mai 1888 », qui a vu la mise en place d'un tramway à vapeur de type Decauville, mais dont le succès fut mitigé, la machine souffrant de pannes nombreuses et cause des nuisances sonores et olfactives importantes,,.
Élu en 1893, Georges Ermant reprend le projet de son prédécesseur. Il fait confiance à un ingénieur des Ponts et chaussées, Monsieur Bourquelot, qui propose un tramway à traction électrique, et à crémaillère pour les zones à forte déclivité. Le premier projet de tracé est refusé par le général de la brigade militaire de Laon, un autre tracé est alors proposé et adopté. La ligne de chemin de fer d'intérêt local est déclarée d'utilité publique par la loi du 24 décembre 1897, qui en accorde la concession à la société anonyme du chemin de fer de Laon. L'expiration de la concession était fixée au 31 décembre 1949.
Le concessionnaire était une société anonyme dont les statuts avaient été déposés chez Maître Huard, notaire à Laon le 13 juillet 1897 et dont le président était un banquier, François Lefèvre. Son siège était à Laon, 3 place de l'Hôtel de Ville.
La convention de 1897 qui liait la société à la Ville prévoyait que celle-ci accorderait une subvention initiale pour la construction de l'infrastructure de 100.000 francs, une somme importante à l'époque, plus une subvention annuelle de 5.000 francs.

### Exploitation
Le 9 juillet 1899, le tramway est mis en exploitation par la société, à la suite d'une inauguration ayant eu lieu la veille,.
Pendant la Première Guerre mondiale, l'armée allemande détruisit en 1918 toutes les installations, les voies et le viaduc, et réquisitionna les quatre motrices.
La ligne est remise en service en 1926, avec quelques rectifications de tracé, et à nouveau détériorée par les bombardements de 1944, qui détruisirent le quartier de la gare, qui constituait alors un important nœud ferroviaire. Dans les années 1930, une chanson nommée « le Petit Funiculaire » parlant de cette ligne rencontre un franc succès et l'inscrit dans la culture populaire.
En 1953, la municipalité met en place un service de bus nommé Micro-bus. Ce dernier ainsi que le tram sont confiés en 1964 à la Régie des transports urbains de la ville de Laon (RTVUL).
Le tramway n'a jamais connu d'accidents, mais est trop vétuste pour être conservé. De plus, la réglementation des lieux accueillant du public a été renforcée à la suite de l'incendie du dancing de Saint-Laurent-du-Pont le 1er novembre 1970, contribuant à l'arrêt de mort de la ligne. Il effectue son dernier voyage le 27 janvier 1971.
Cependant, le remplacement par des autobus dégrade la qualité de service, ils s'avèrent inconfortables comparé au tram, et la fréquentation baisse de 50 % entre 1981 et 1989. Il renaîtra sous une forme techniquement différente, le Poma 2000 de Laon, mis en service le 4 février 1989.

## Infrastructure

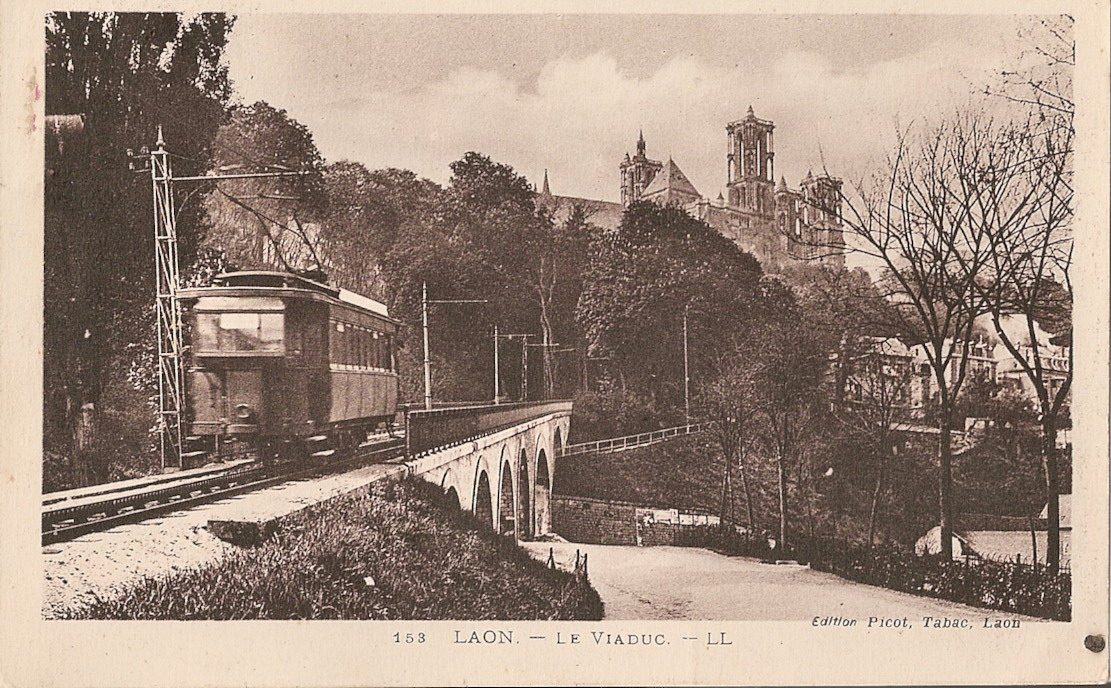
Rame du chemin de fer sur le viaduc conduisant à la ville haute.
On distingue clairement la crémaillère placée entre les deux rails de la voie métrique

Le tramway est électrifié dès l'origine et circule sur une voie métrique et voie unique, des évitements implantés dans les stations permettant le croisement des rames. Afin de permettre de franchir les 97 mètres de dénivelé entre les deux terminus, la ligne avait une rampe variant de 9 % à 13 %, ce qui avait nécessité la mise en place d'une crémaillère.
La ligne franchissait quatre routes, deux fois sur un passage à niveau, une fois sur un viaduc et la dernière par un souterrain.

### La ligne
Longue de 1,480 km, la ligne partait de la gare de Laon, le long du quai no 1, puis se dirigeait vers le faubourg de Vaux en traversant un immeuble sous un vaste porche et desservir la station de Vaux. Après avoir traversé à niveau deux routes nationales, la ligne s'engageait sur une forte rampe vers le plateau sur une longueur de 800 m, qui lui permettait d'atteindre la place de l'Hôtel de Ville, terminus supérieur, et où une raquette de retournement était installée.
Après les destructions de la Première Guerre mondiale, le tracé de la ligne fut remanié pour que le terminus de la gare soit situé à l'extérieur des installations ferroviaires. Le terminus de l'hôtel de ville le fut également en 1965, afin de supprimer la raquette située place de l'hôtel-de-ville, remplacé par un terminus en tiroir situé derrière le bâtiment municipal.

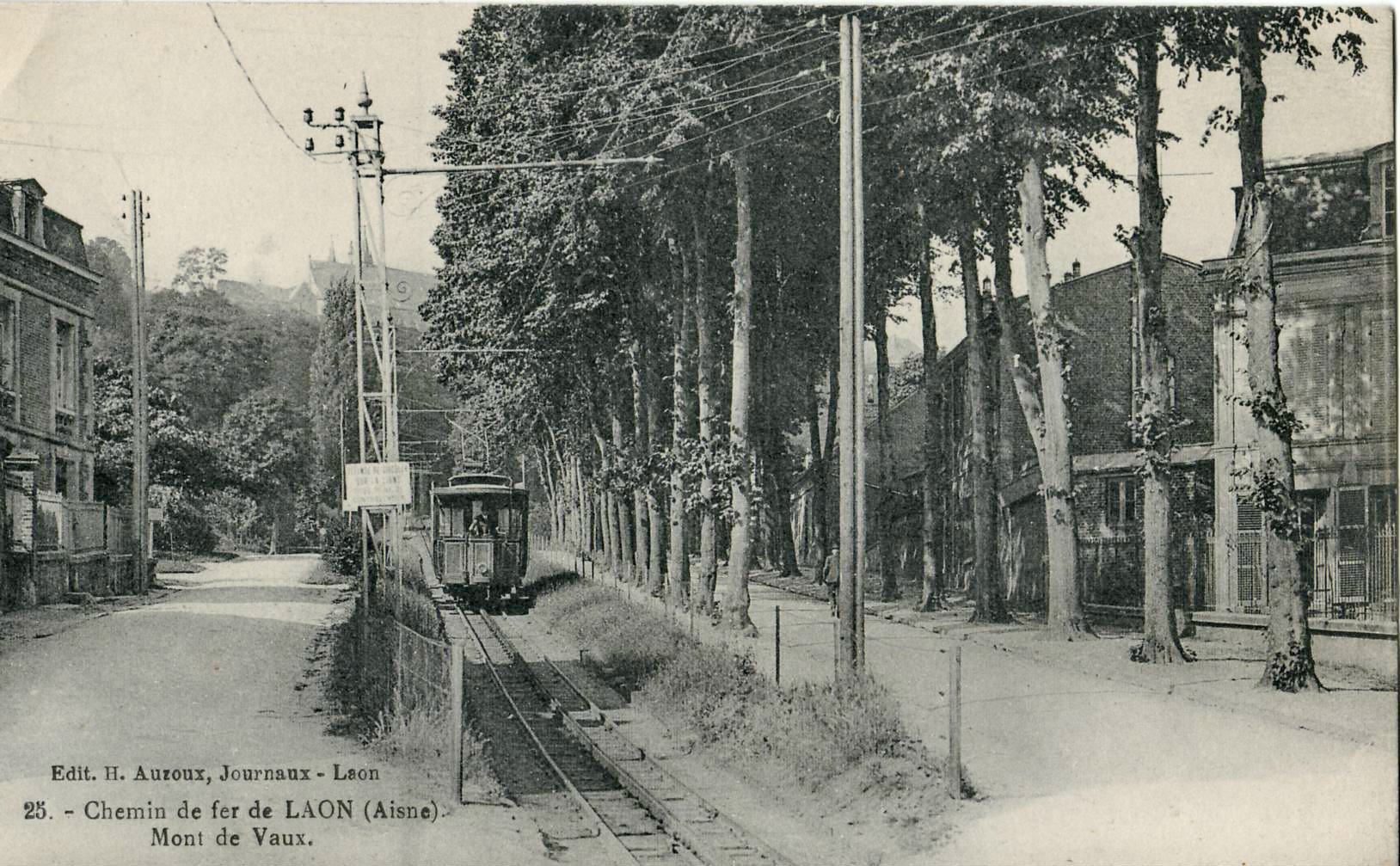
Début de la rampe, au Mont de Vaux.
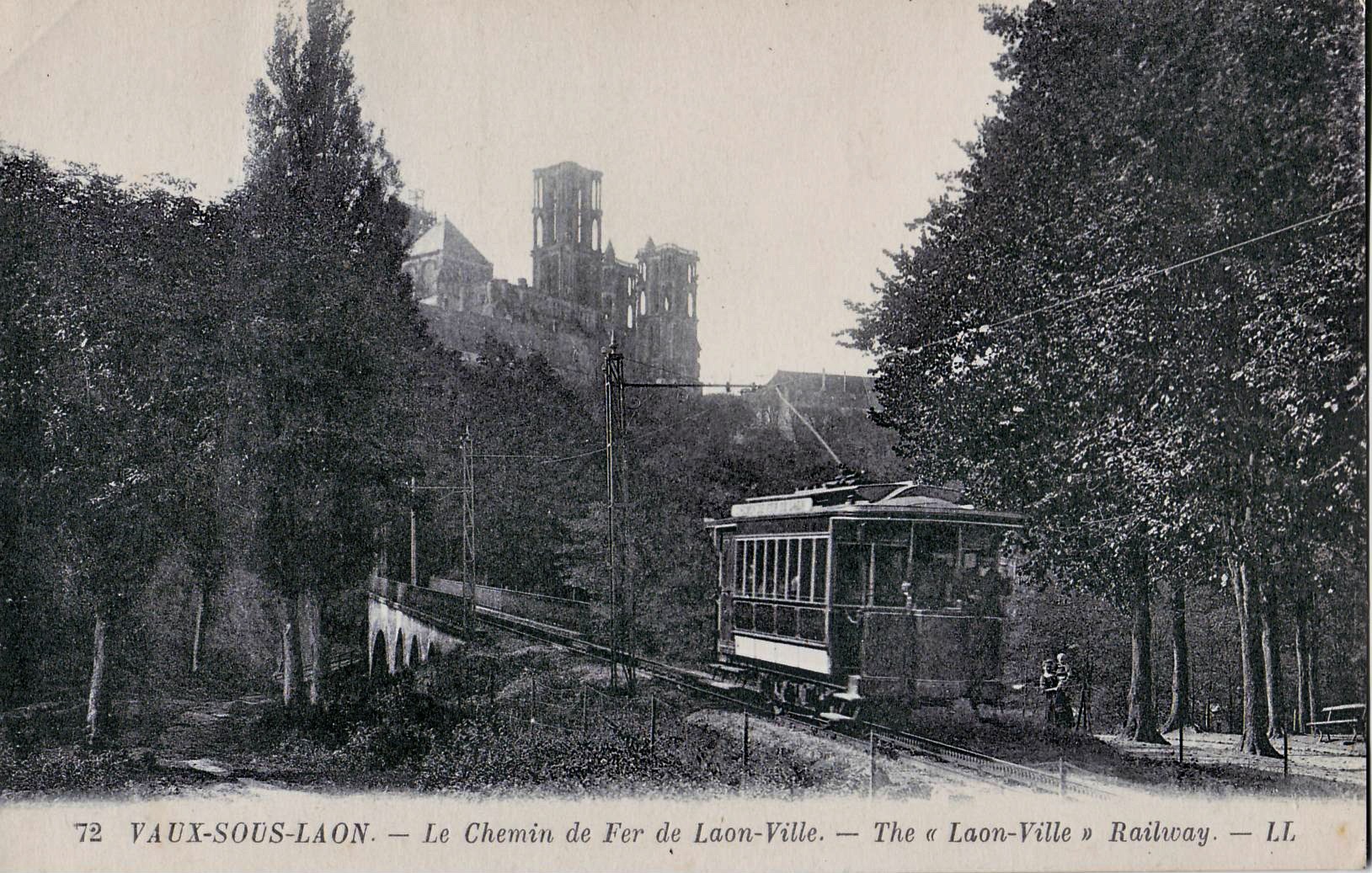
Rame descendant vers la gare
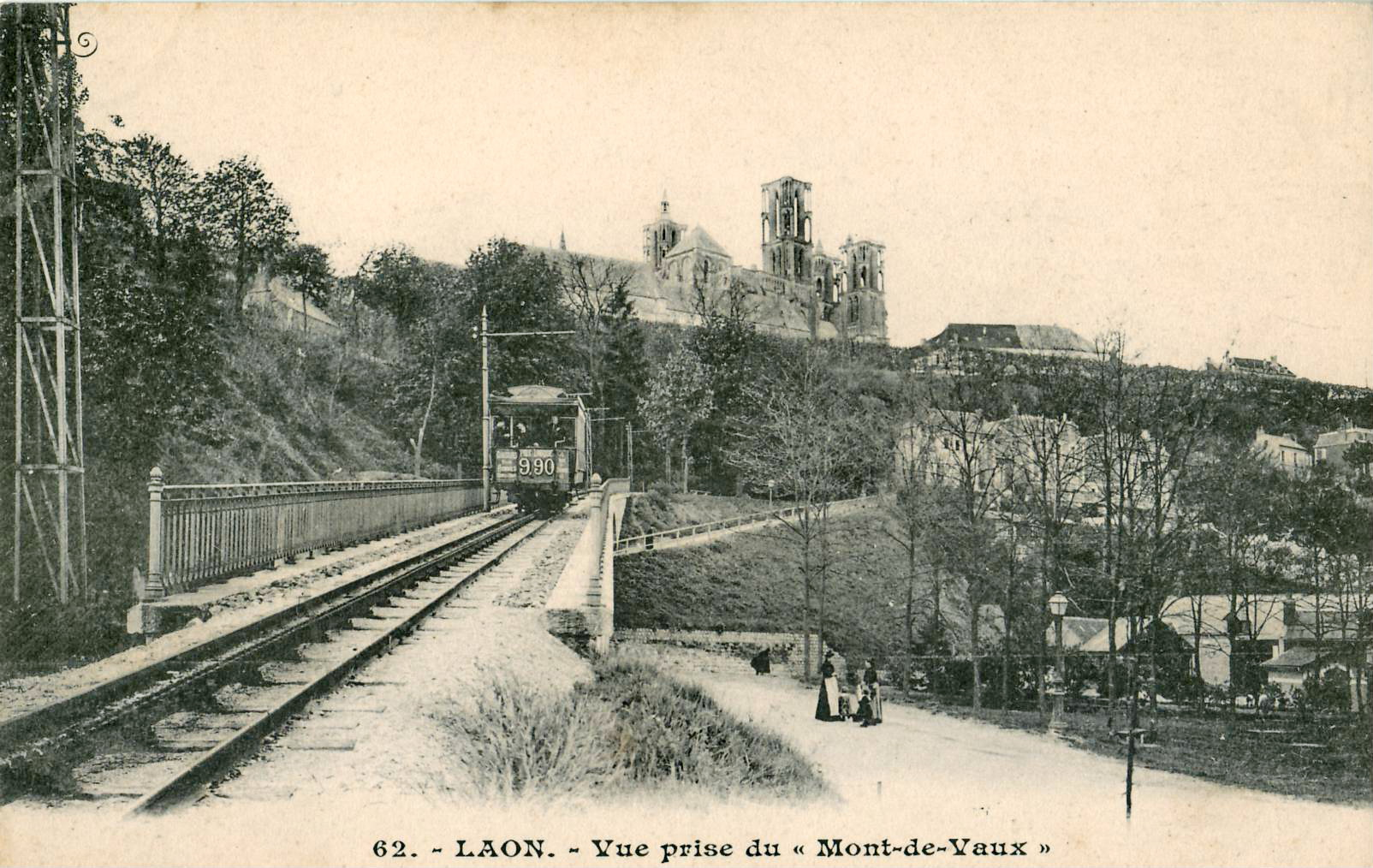
Rame sur le pont

### Le dépôt
Le dépôt du tramway était implanté près de la gare, et permettait l'entretien et le remisage des quatre motrices qui desservaient la ligne.

## Exploitation

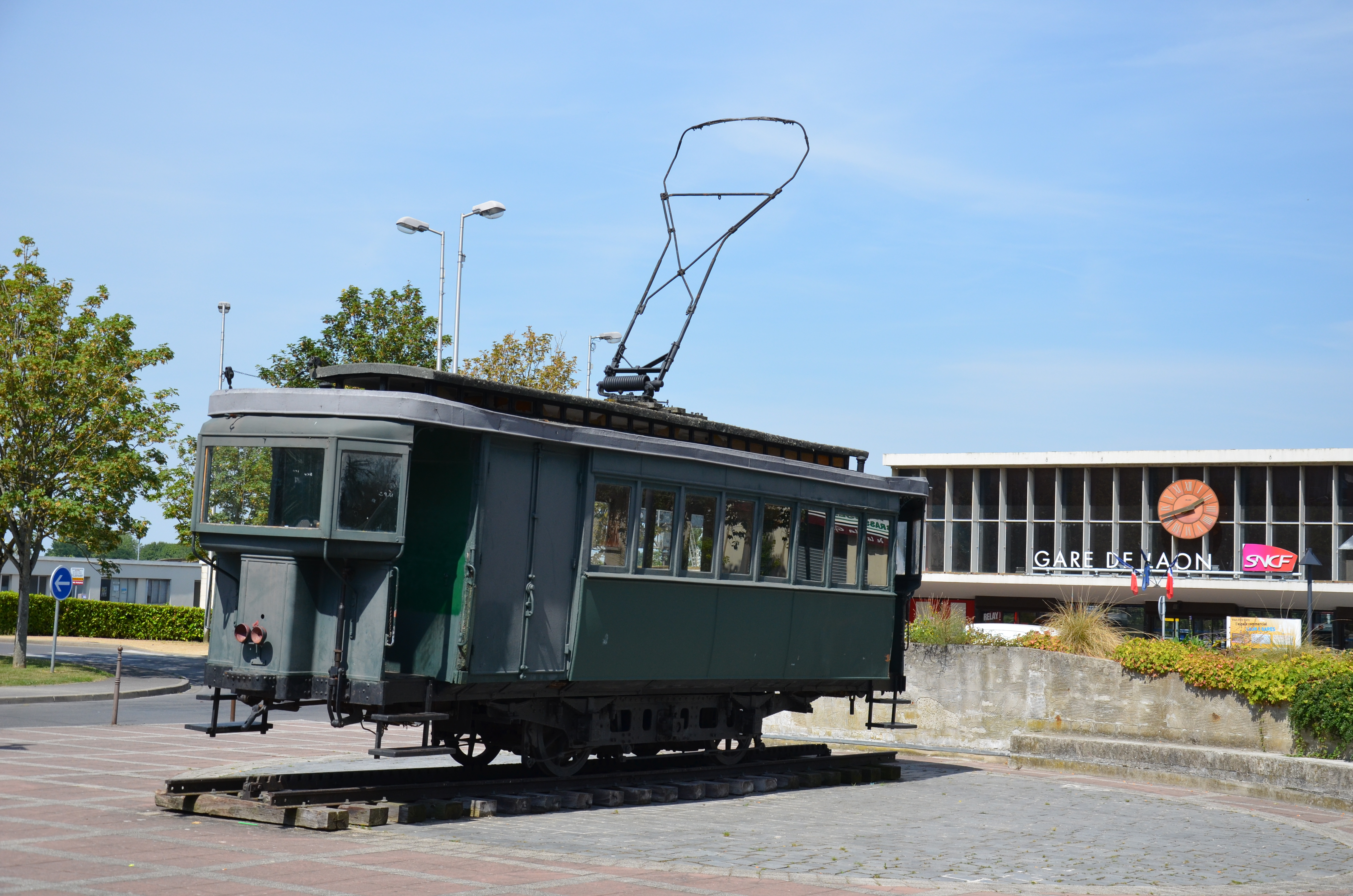
Motrice installée comme monument, devant la gare de Laon.

Le tramway, composé d'une seule voiture, dispose d'une trentaine de places assises. Ainsi de nombreuses personnes doivent faire le trajet debout à cause de sa faible capacité. Au début, il fait vingt voyages par jour entre 5 heures du matin et minuit puis trente-cinq en 1926 [réf. nécessaire]. Avec un départ toutes les demi-heures, il faut huit minutes pour rejoindre la ville haute en partant de la gare.
En 1899, 450 personnes l'utilisent chaque jour, puis 1 500 en 1911. En 1927, 527 000 voyageurs par an, puis 550 000 en 1932, 1 000 000 en 1964[réf. nécessaire].

### Matériel roulant

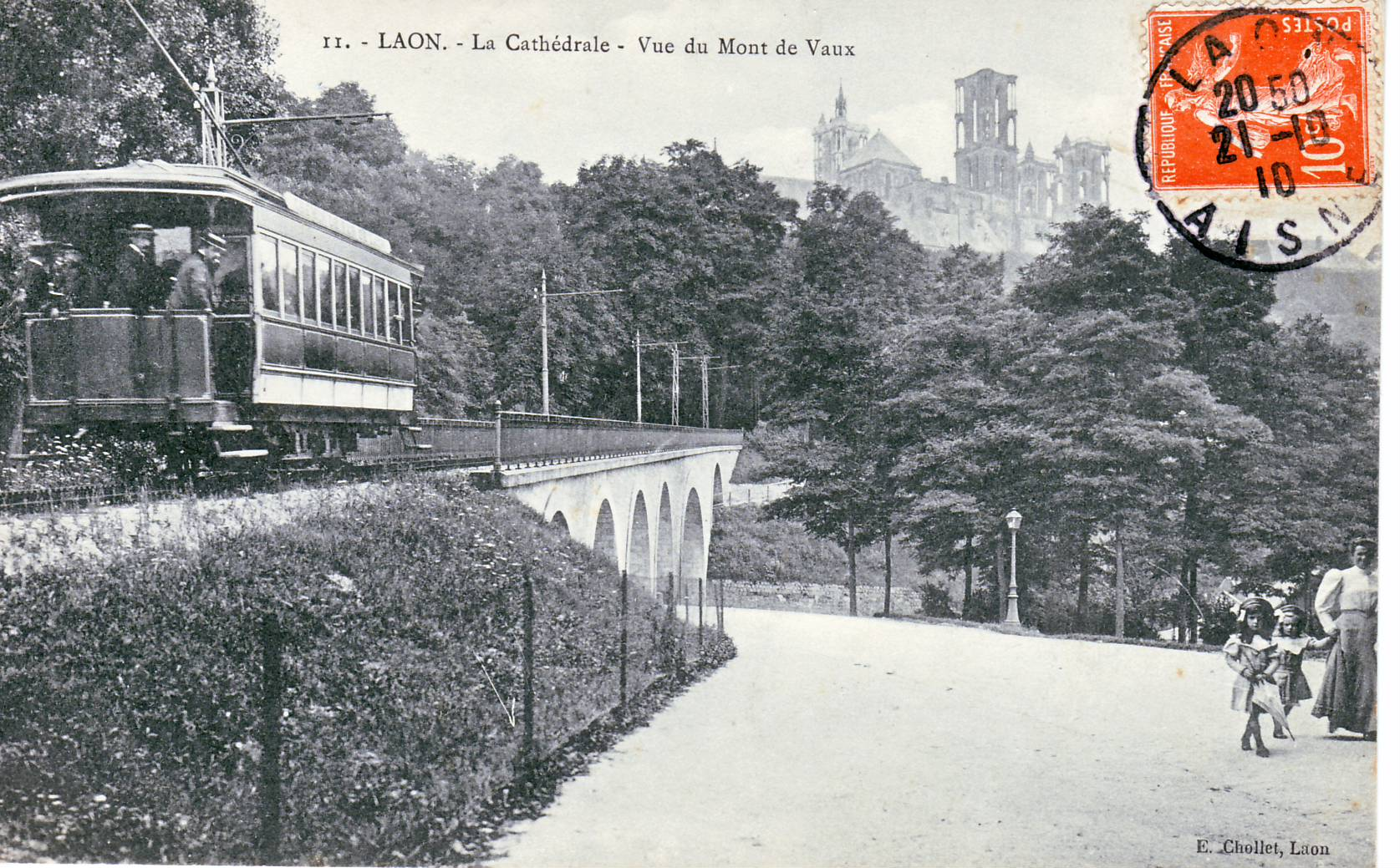
Rame dans son état initial, vers 1910.

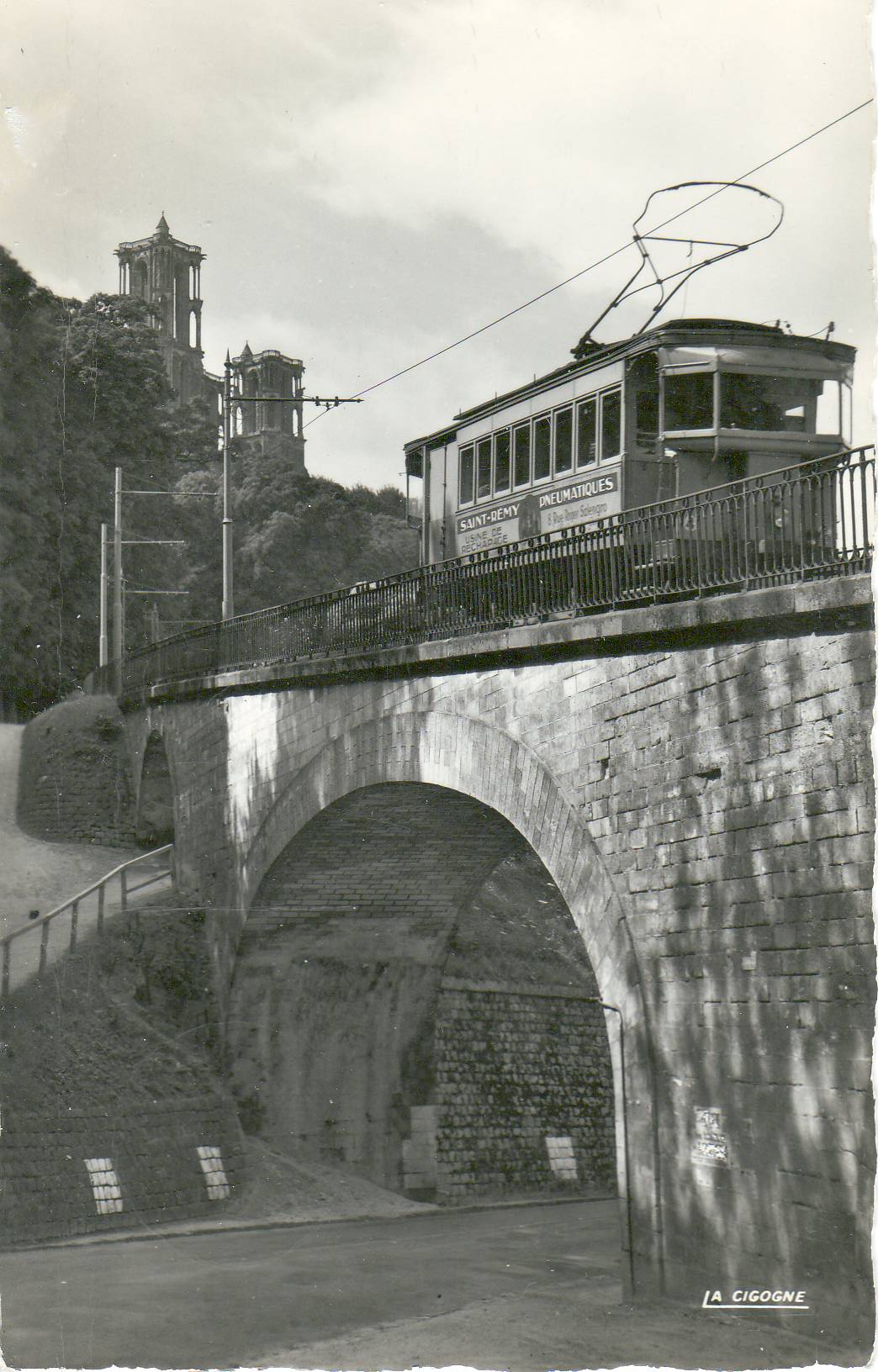
Rame dans son état final, avec les plates-formes fermées et un archet pour capter le courant, dans les années 1940.

Le matériel roulant était constitué de trois puis quatre motrices à plates-formes extrêmes ouvertes avec compartiments à bagages, longues de 8,85 mètres et comportant deux moteurs. Leur caisse, dotée de 24 places assises, était installée sur un truck  et comportait une double roue centrale reliée à l'origine aux deux essieux par chaîne Galle.
Dès leur mise en service, il apparut que l'adhérence des tramways était suffisante pour gravir la pente, et la crémaillère ne fut utilisée que pour assurer le freinage des rames, permettant de supprimer le système de chaînes Galle destiné à assurer la traction à crémaillère.
Les quatre motrices furent utilisées pendant toute la durée de l'exploitation, soit 72 ans. Néanmoins, leurs plates-formes furent fermées (ou « vestibulées ») durant l'entre-deux-guerres, et, après la Seconde Guerre mondiale, la motrice no 1, victime d'une collision avec un camion, fut recarrossée avec un style plus aérodynamique,,.

## Vestiges et matériel préservé
La plate-forme de la ligne a été réutilisée en grande partie par le Poma 2000 de Laon à partir de 1982, et est désormais inutilisée depuis sa fermeture en 2016.
La motrice no 1 de 1899 a été restaurée, mais débarrassée de son recarrossage de plateforme, et repeinte dans une livrée jaune du tramway de Saint-Quentin avec le numéro 4. Elle est visible au Village des Métiers d'Antan - Musée Motobécane de Saint-Quentin,.
La motrice no 2 de 1899 a été érigée en monument, place de la gare à Laon depuis 1999. Elle en a été retirée en juillet 2021 pour entrer en restauration dans les anciens ateliers du Poma,,.
La motrice no 3 de 1899 avait été préservée à la fermeture de la ligne par l'AMTUIR,, et a rejoint le 27 décembre 2012 le Muséotrain de Semur-en-Vallon où elle est désormais restaurée et en exposition.
La motrice no 4 de 1902 qui a appartenu au CEMNAD (Comité evryen pour la création du musée national Decauville) est également au Muséotrain où la caisse a été désolidarisée de son truck moteur,,.